# Route nationale 99
La route nationale 99 (RN 99 o N 99) è stata una strada nazionale francese che partiva da Montauban e terminava a Plan-d'Orgon. Lunga 377 km, oggi è completamente declassata.

## Percorso
Cominciava all’intersezione con la N20. Dopo 50 km arrivava a Gaillac, dopo il quale procedeva in comune con la N88 fino ad Albi lungo la valle del Tarn. In seguito la N99, ora conosciuta come D999, continuava attraversando la parte meridionale del Massiccio Centrale e servendo centri di minor rilievo tra cui Saint-Affrique e La Cavalerie, dove incrociava la N9.
Passava per Le Vigan e Ganges per poi avviarsi alla parte conclusiva del percorso. Uscita dall’area montuosa, giungeva a Nîmes ed attraversava il Rodano a Tarascona, dove al giorno d’oggi la denominazione cambia in D99. Dopo essere passata per Saint-Rémy-de-Provence si concludeva innestandosi sulla N7. Veniva prolungata dalla N538, declassata altresì in D99.